# NKWD-Lager Tost

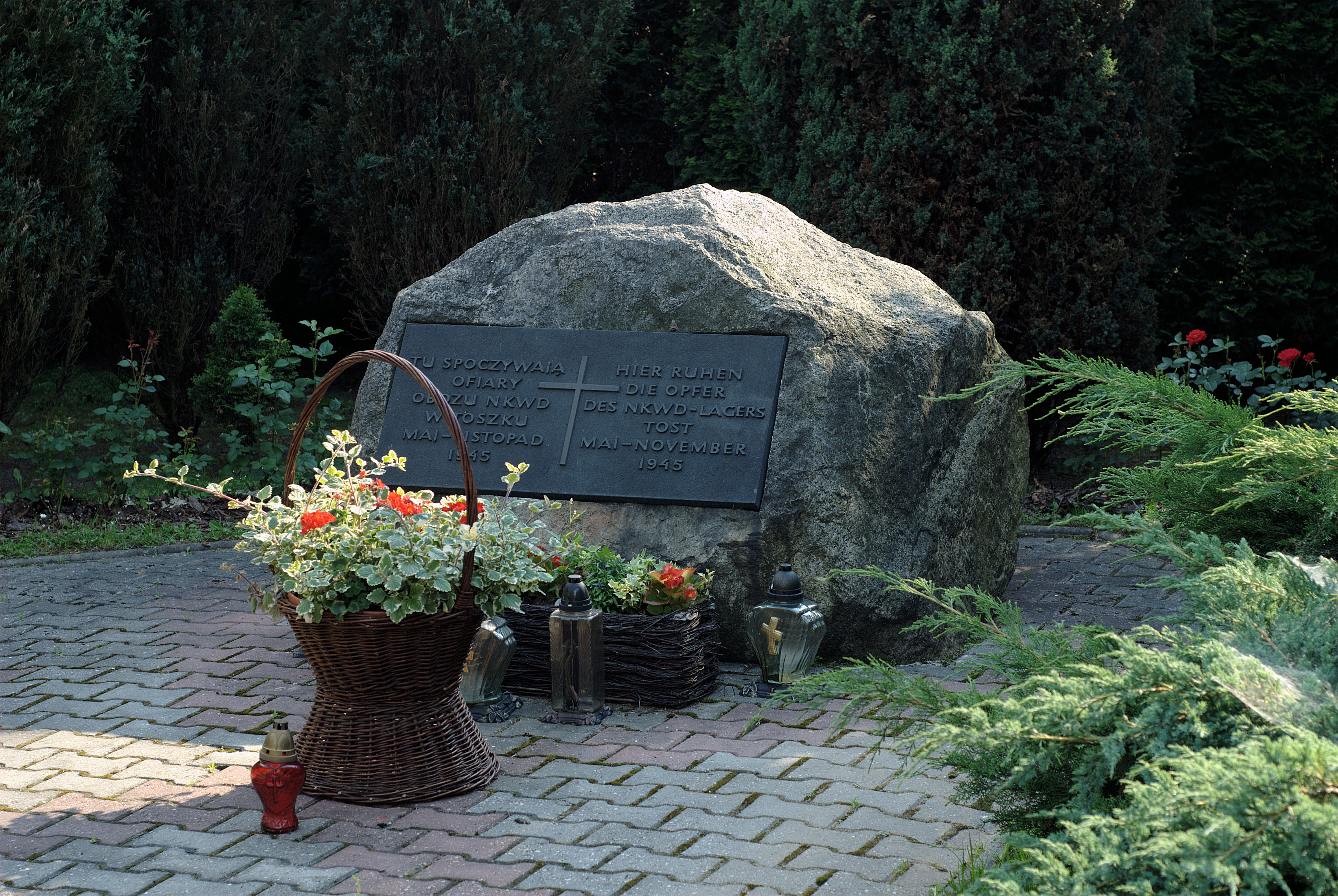
Gedenkstein am Massengrab

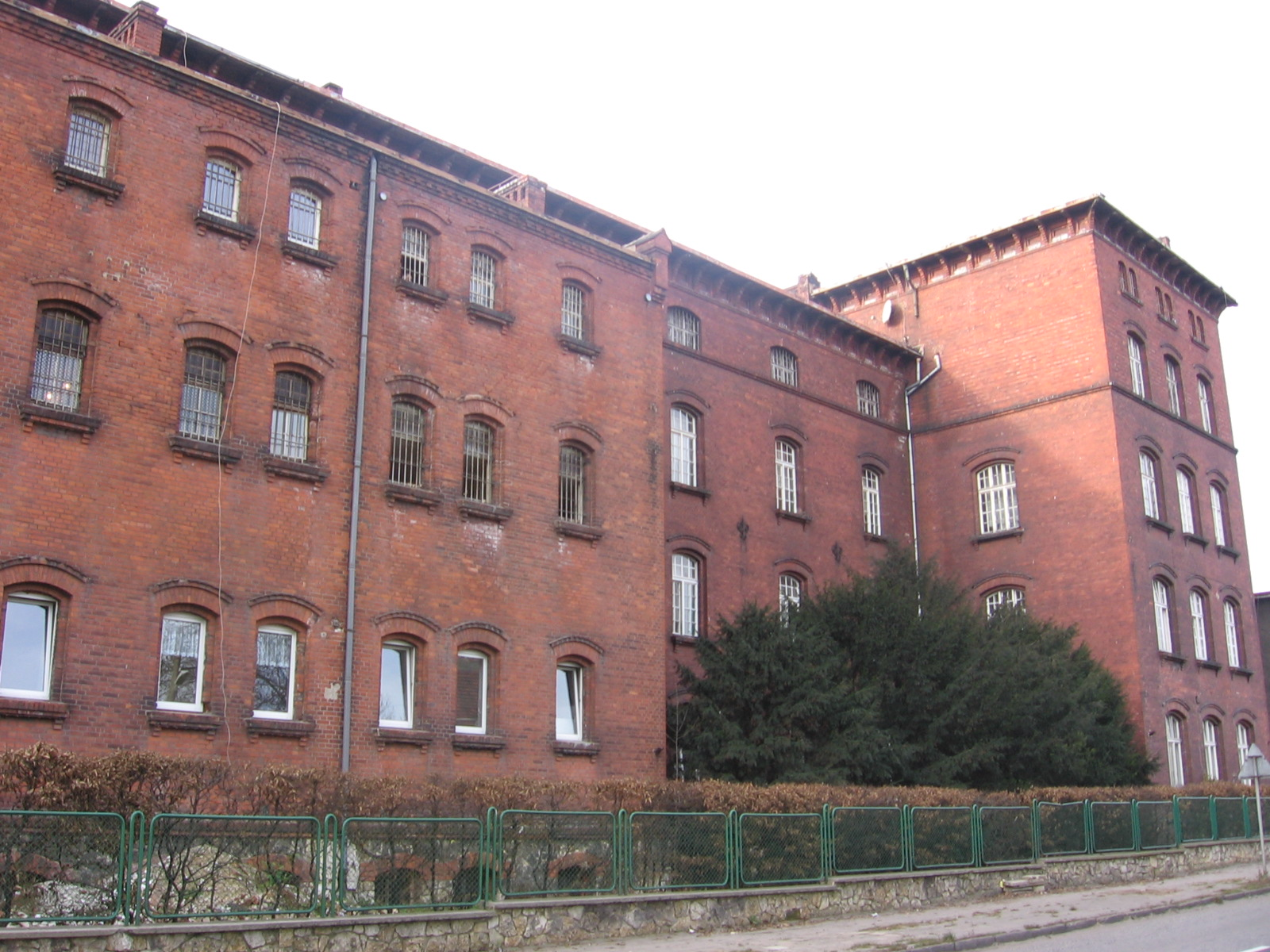
Gebäude der Psychiatrie

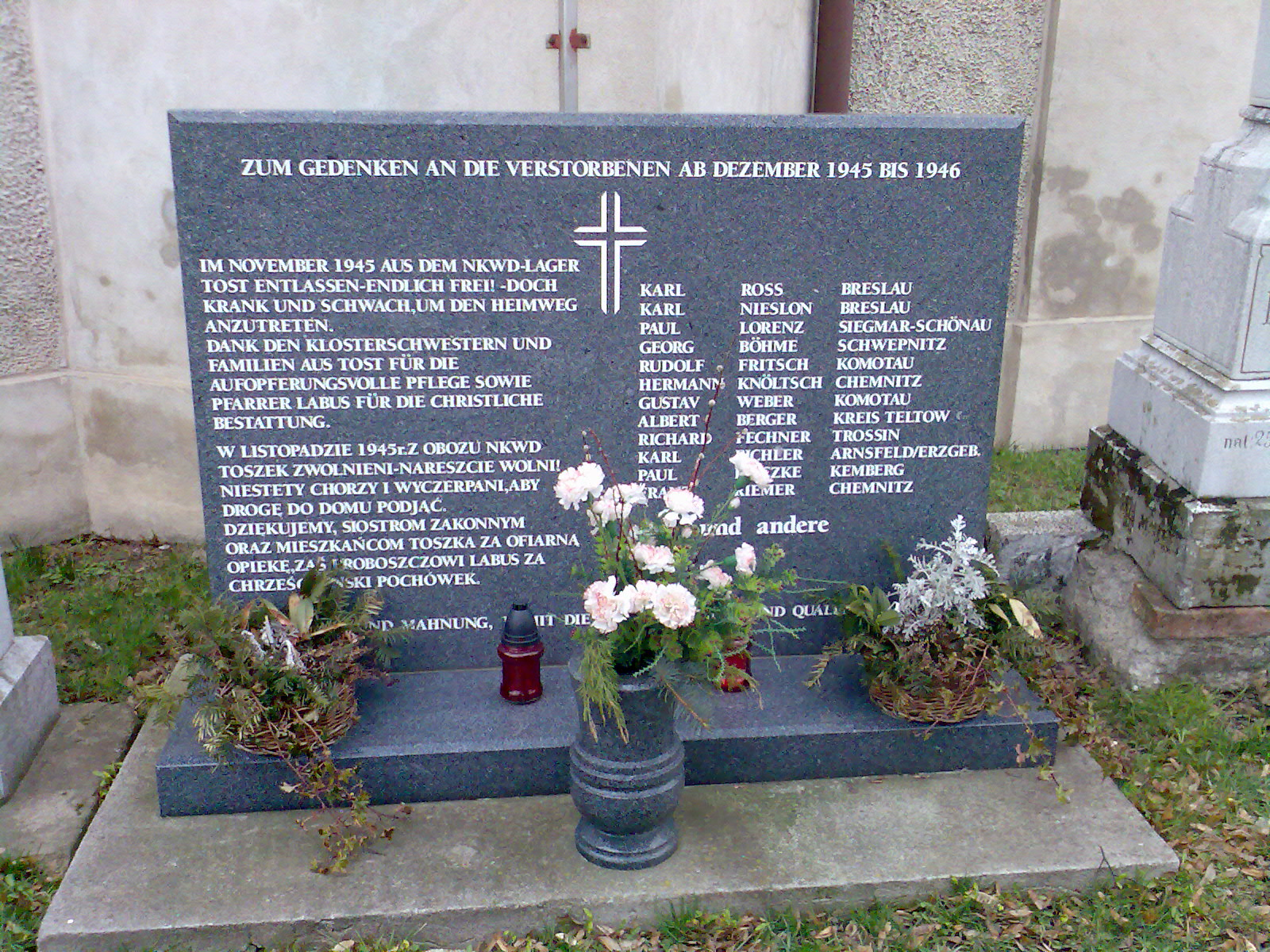
Gedenktafel

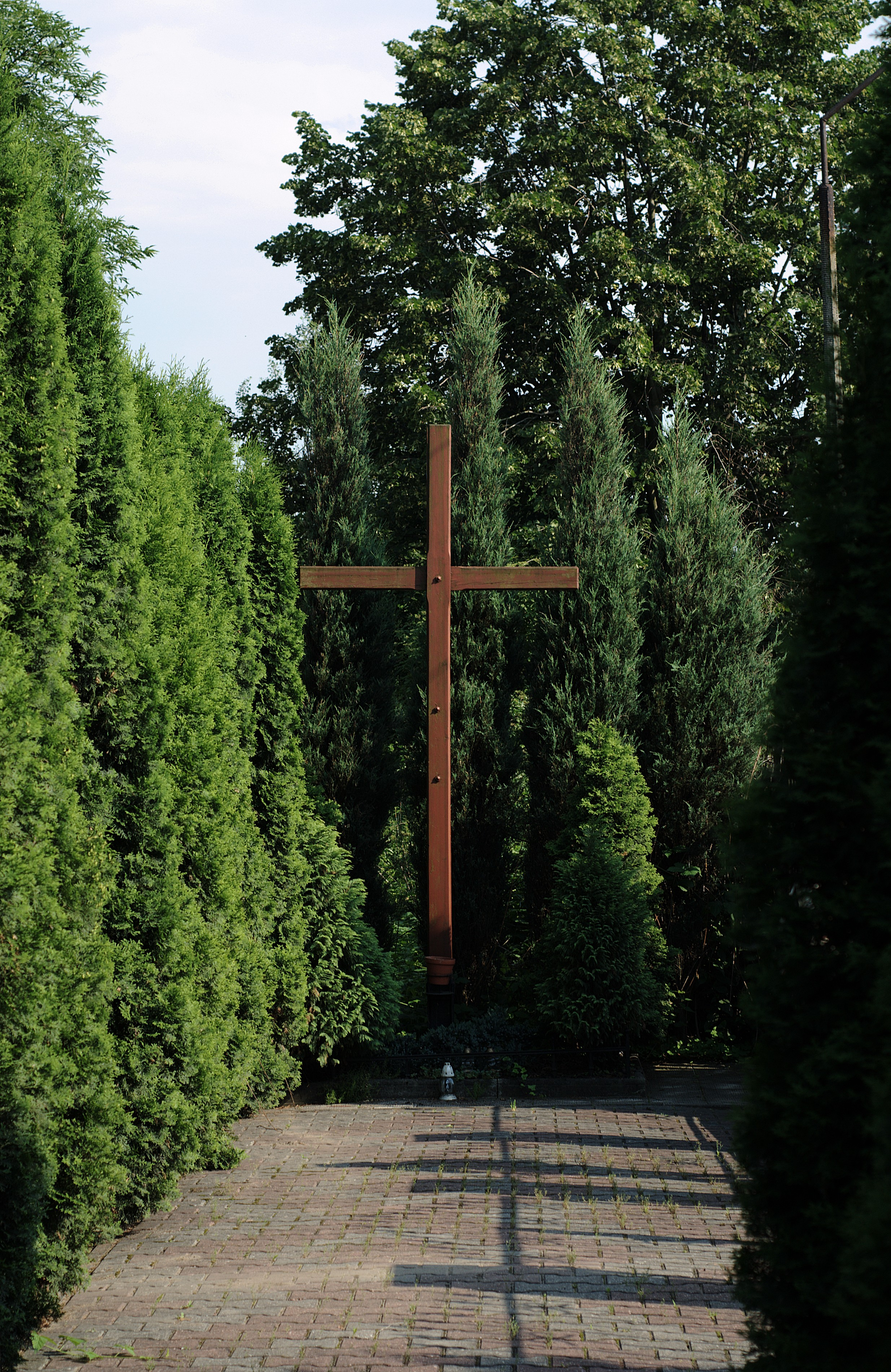
Kreuz am Massengrab

Das Internierungslager des NKWD im oberschlesischen Toszek (Tost) bestand vermutlich von Mai bis November 1945. Im Lager wurden deutsche Zivilisten aus Schlesien, Sachsen, dem späteren Sachsen-Anhalt, Brandenburg und dem Sudetenland interniert.

## Geschichte
Das Lager des NKWD wurde in den Gebäuden der Psychiatrischen Klinik Tost (ehemalige Landespflegeanstalt) eingerichtet, deren Insassen während der Zeit des Dritten Reiches durch Euthanasieverbrechen bzw. später in Arbeitslagern zu Tode gekommen sein sollen. Ab 1939/1940 wurden die Gebäude als Internierungslager für ausländische Zivilpersonen (darunter Engländer) genutzt, welche zu Kriegsende im Frühjahr 1945 freigelassen wurden.
Nach der Übernahme der Verwaltung durch Polen im Sommer 1945 wurde die Stadt Tost in Toszek umbenannt.

## Beschreibung
Ab Mai 1945 wurden durch sowjetische und polnische Einheiten zunächst etwa 1000 deutsche Personen aus Oberschlesien und Breslau hierher gebracht und im Lager Toszek interniert. Im Sommer 1945 kamen weitere 3600 Gefangene aus dem überfüllten Speziallager Bautzen hinzu. Insgesamt wurden nach aktuellem Kenntnisstand im Lager mehr als 4600 Personen interniert.
Das Lager war stark überfüllt und von brutalen Posten bewacht, die Inhaftierten hungerten und waren entkräftet und es herrschten katastrophale hygienische Verhältnisse (Ausbruch von Ruhr und Typhus), so dass weit mehr als die Hälfte der Häftlinge verstarben. Zudem mussten die Gefangenen in der Umgebung Zwangsarbeit in der Landwirtschaft verrichten.
Von den Internierten starben etwa 3300 Personen im Lager, weitere starben nach der Freilassung an den Folgen der Internierung. Unter den Opfern war u. a. der 39-jährige Lkw-Fabriksbesitzer Hans Werner Skafte Rasmussen aus Hainichen in Sachsen.
Die Opfer wurden zunächst auf dem jüdischen Friedhof in Toszek begraben, etwa 1000 Personen, und später aus Platzmangel etwa weitere 2000 in der östlich anliegenden Sandgrube. Internierte, die während der Zwangsarbeit außerhalb des Lagers starben, sollen an ihrem Sterbeort begraben worden sein. Das Massengrab befindet sich heute größtenteils auf einem privaten Firmengelände.
Nach der Auflösung des Lagers Ende 1945 kümmerten sich die örtlichen Ordensschwestern der Ordensgemeinschaft der Borromäerinnen und die Anwohner von Toszek um die freigelassenen Lagerinsassen.
Später befand sich auf dem Gelände eine Armaturenwerk. Heute ist das Objekt wieder eine psychiatrische Klinik.

## Gedenken und Aufklärung
Zum Gedenken der Opfer wurden nach der politischen Wende von 1989 ein Gedenkstein für die Opfer errichtet und ein Kreuz am jüdischen Friedhof sowie eine Gedenktafel auf dem katholischen Friedhof an der Barbarakirche aufgestellt, auf der sich u. a. die Angehörigen für die Pflege der Internierten nach ihrer Freilassung bedanken. Eine Tafel an der Klinik weist auf das NKWD-Lager hin.
Die Hintergründe zum Lager liegen bis heute größtenteils im Dunkeln, und es gibt kaum Veröffentlichungen über die Geschichte des Lagers. Ein Zugriff auf russische Archive, die eine Aufklärung der Hintergründe ermöglichen würden, wurde bisher nicht gewährt. Im Juni 2010 verkündete die Außenstelle Kattowitz des Instituts für Nationales Gedenken (IPN), dass sie sich darum bemüht Zugang zu Dokumenten zu erhalten, mit denen Näheres zum Lager ermittelt werden kann. Man erhofft sich Informationen zur Gründung und der Funktion des Lagers sowie die Namen der Todesopfer zu erhalten.
Sybille Krägel (geb. Rasmussen) von der Initiativgruppe NKWD-Lager Tost/Oberschlesien hat die Namen von über 4600 Arrestierten im Lager Tost dokumentiert.